# Presidentvalet i USA 1924
Presidentvalet i USA 1924 ägde rum den 4 november 1924. Valet stod mellan republikanernas kandidat, den sittande presidenten, Calvin Coolidge, demokraternas kandidat, John W. Davis, före detta ambassadör i Storbritannien och Robert M. La Follette, senator från Wisconsin och utmanare från det Progressiva partiet, som utan större framgång anspelade på före detta president Theodore Roosevelts program. Valet ses ofta som en guldålder för amerikansk konservatism och kapitalism, då båda huvudkandidaterna gick till val på ett strikt marknadsliberalt program om minskad statsintervention på det ekonomiska området och sänkta skatter. De mer reformsinnade slöt sig därmed till La Follette, inte minst bland Davis anhängare, med som följd av att en väntad demokratisk förlust förvärrades med bara drygt hälften så många röster som till republikanerna.
Valet vanns av Calvin Coolidge med 54,0% av rösterna mot 28,8% för John W. Davis och 16,6% för Robert M. La Follette.

## Anmälda republikanska nomineringar
- Calvin Coolidge, USA:s president från Massachusetts
- Hiram Johnson, senator från Kalifornien
- Robert M. La Follette, senator från Wisconsin

Calvin Coolidge valdes till det Republikanska partiets kandidat och han valde Charles Dawes som medkandidat. Senator Robert M. La Follette, som (liksom Hiram Johnson) tillhörde den progressivt republikanska strömningen från Theodore Roosevelts ämbetsperiod, bildade det Progressiva partiet från Wisconsin i opposition till två förment konservativa kandidater. Follette vann endast sin hemstat Wisconsin men utsågs senare i en undersökning till en av USA:s tio bästa senatorer genom tiderna.

## Anmälda demokratiska nomineringar
- Newton Baker, före detta krigsminister från Ohio
- George L. Berry, publicist från Tennessee
- Fred H. Brown, guvernör från New Hampshire
- Charles W. Bryan, guvernör från Nebraska
- James M. Cox, före detta guvernör och 1920-års kandidat från Ohio
- Josephus Daniels, före detta marinminister från North Carolina
- John W. Davis*, före detta ambassadör i Storbritannien  från West Virginia
- Woodbridge N. Ferris, senator från Michigan
- James W. Gerard, före detta ambassadör i Tyskland från New York
- Carter Glass, senator från Virginia
- Pat Harrison, senator från Mississippi
- David F. Houston, före detta finansminister från Missouri
- John B. Kendrick, senator från Wyoming
- William Gibbs McAdoo, före detta finansminister från Kalifornien
- Edwin Meredith, före detta jordbruksminister från Iowa
- Robert Latham Owen, senator från Oklahoma
- Samuel M. Ralston, senator från Indiana
- Albert Ritchie, guvernör från Maryland
- Joseph Taylor Robinson, minoritetsledare i senaten från Arkansas
- Willard Saulsbury Jr., senator från Delaware
- George Sebastian Silzer, guvernör från New Jersey
- Al Smith, guvernör från New York
- William Ellery Sweet, guvernör från Colorado
- Oscar Underwood, senator från Alabama
- Thomas J. Walsh, senator från Montana

*John W. Davis valdes som en kompromiss till det Demokratiska partiets kandidat och han valde Charles W. Bryan, guvernör från Nebraska som medkandidat.

## Resultat
| Presidentkandidat     | Partitillhörighet   | Hemdelstat    | Röster     | Röster | Elektorsröster | Medkandidat       | Hemdelstat |
| Presidentkandidat     | Partitillhörighet   | Hemdelstat    | Antal      | Andel  | Elektorsröster | Medkandidat       | Hemdelstat |
| --------------------- | ------------------- | ------------- | ---------- | ------ | -------------- | ----------------- | ---------- |
| John W. Davis         | Demokrat            | West Virginia | 8 386 242  | 28,8 % | 136            | Charles W. Bryan  | Nebraska   |
| Calvin Coolidge       | Republikan          | Massachusetts | 15 723 789 | 54,0 % | 382            | Charles Dawes     | Illinois   |
| Robert M. La Follette | Progressiva partiet | Wisconsin     | 4 831 706  | 16,6 % | 13             | Burton K. Wheeler | Montana    |
| Övriga                | Övriga              | Övriga        | 179 695    | 0,6 %  | 0              |                   |            |
| Totalt                | Totalt              | Totalt        | 29 121 432 | 100 %  | 531            |                   |            |